# Problema do halo concentrado
Problema do halo concentrado refere-se a uma discrepância entre os perfis de densidade de matéria escura observados de galáxias de baixa massa e os perfis de densidade previstos por simulações cosmológicas de corpo-N. Quase todas as simulações formam halos de matéria escura que possuem distribuições de matéria escura, com densidades que aumentam fortemente em pequenos raios, enquanto as curvas de rotação da maioria das galáxias anãs observadas sugerem que elas têm perfis de densidade de matéria escura central plana.
Foram propostas várias soluções possíveis para o problema. Muitos estudos recentes mostraram que a regeneração bariônica (particularmente a regeneração de supernovas e núcleos galácticos ativos) pode "achatar" o núcleo da matéria escura de uma galáxia, uma vez que as saídas de gás impulsionadas por regeneração produzem um potencial gravitacional variável no tempo que transfere energia para as órbitas das partículas de matéria escura sem colisão. Outros trabalhos mostraram que o problema pode ser resolvido fora do paradigma da matéria escura fria mais amplamente aceito: simulações com matéria escura quente ou auto-interativa também produzem núcleos de matéria escura em galáxias de baixa massa.